# 10-Code
10-Codes (englisch Ten-codes) sind spezielle Codes, die beispielsweise von der Polizei, der Feuerwehr oder von Rettungsdiensten in den Vereinigten Staaten benutzt werden beziehungsweise wurden, um bestimmte Sachverhalte kurz und prägnant zu übermitteln.

## Zweck
Insbesondere bei Funksprüchen in Stresssituationen kommt es darauf an, sich schnell, klar und unmissverständlich verständigen zu können. Dabei hilft eine standadisierte Form der Kommunikation.
Beispielsweise steht „10‑04“ (gesprochen: „Ten-Four“ oder deutsch „Zehn-Vier“) für „Habe Sie verstanden“. Führende Nullen werden im Funkverkehr nicht ausgesprochen.
Die folgende Liste dient zur Illustration und zeigt beispielhaft einige Phrasen, wie sie typisch von der Feuerwehr verwendet werden könnten. Sie stammt von der Berufsfeuerwehr der Stadt New York, dem New York City Fire Department (FDNY). Da 10‑Codes weder national noch gar international standardisiert sind, sondern im Gegenteil, sich je nach Anwendungsgebiet unterscheiden und auch im Laufe der Zeit immer wieder modifiziert werden können, erhebt die Liste weder Anspruch auf Vollständigkeit noch auf Korrektheit.

## Tabelle
| Code  | Bedeutung                                                      |
| ----- | -------------------------------------------------------------- |
| 10-01 | Melden Sie sich bei ihrer Wache über Draht                     |
| 10-02 | Zurück zur Wache                                               |
| 10-03 | Melden Sie sich bei der Leitstelle über Draht                  |
| 10-04 | Verstanden                                                     |
| 10-05 | Wiederholen Sie                                                |
| 10-06 | Warten Sie weitere Anweisungen ab                              |
| 10-07 | Bestätigen Sie die Adresse                                     |
| 10-08 | Über Funk erreichbar                                           |
| 10-09 | Funk abgeschaltet                                              |
| 10-10 | Aktuelle Position                                              |
| 10-11 | Funktestruf                                                    |
| 10-12 | Aufforderung zur ersten Lagemeldung                            |
| 10-18 | Alle Einheiten abrücken außer einer Maschine und einer Leiter  |
| 10-19 | Alle Einheiten abrücken außer einer Maschine oder einer Leiter |
| 10-20 | Fahren Sie Wache mit reduzierter Geschwindigkeit an            |
| 10-21 | Flächenbrand                                                   |
| 10-22 | Unrat brennt außerhalb von Gebäuden                            |
| 10-23 | Fahrzeugbrand, verlassenes Fahrzeug                            |
| 10-24 | Auslösung des Alarmsystems                                     |
| 10-25 | Schacht- oder Trafo-Brand                                      |
| 10-26 | Essen auf Herd                                                 |
| 10-27 | Verdichter- oder Verbrennungsofenbrand (Pressmüllcontainer)    |
| 10-28 | U-Bahn oder Eisenbahnbrand, Notfall oder Rauchentwicklung      |
| 10-31 | Unterstützung nichtmedizinischer Art                           |
| 10-32 | Defekter Ölbrenner                                             |
| 10-33 | Brandgeruch                                                    |
| 10-35 | Unnötige Aktivierung des Alarmsystems                          |
| 10-36 | Autounfall oder Notfall                                        |
| 10-37 | Medizinischer Einsatz ohne Feuer                               |
| 10-38 | CO-Reaktion                                                    |
| 10-39 | Feuerwehr in Bereitschaft                                      |
| 10-40 | Notfall in Versorgungsanlage                                   |
| 10-41 | Feuer                                                          |
| 10-44 | Anforderung eines Rettungstransportwagens                      |
| 10-45 | Durch Feuer verursachte Verletzungen                           |
| 10-47 | Anforderung der Polizei                                        |
| 10-48 | Anforderung der Polizei wegen Belästigung/Angriff              |
| 10-51 | Absage der Außenaktivitäten                                    |
| 10-60 | Großschadenslage                                               |
| 10-66 | Feuerwehrmann in Not                                           |
| 10-70 | Wasserversorgung benötigt                                      |
| 10-75 | Anforderung spezieller Einheiten                               |
| 10-76 | Dito bei Feuer in einem gewerblich genutzten Hochhaus          |
| 10-77 | Brand in Hochhaus oder Mehrfamilienhaus                        |
| 10-80 | Gefahrgutunfall                                                |
| 10-84 | Ankunft am Ort                                                 |
| 10-86 | Anforderung von zusätzlichen Schaummitteln                     |
| 10-87 | Anforderung von Leichtschaummittel                             |
| 10-91 | Medizinischer Notfall, Feuerwehr nicht erforderlich            |
| 10-92 | Böswilliger Fehlalarm                                          |
| 10-99 | Einheiten werden länger als 30 Minuten gebunden sein           |